# Haciendă

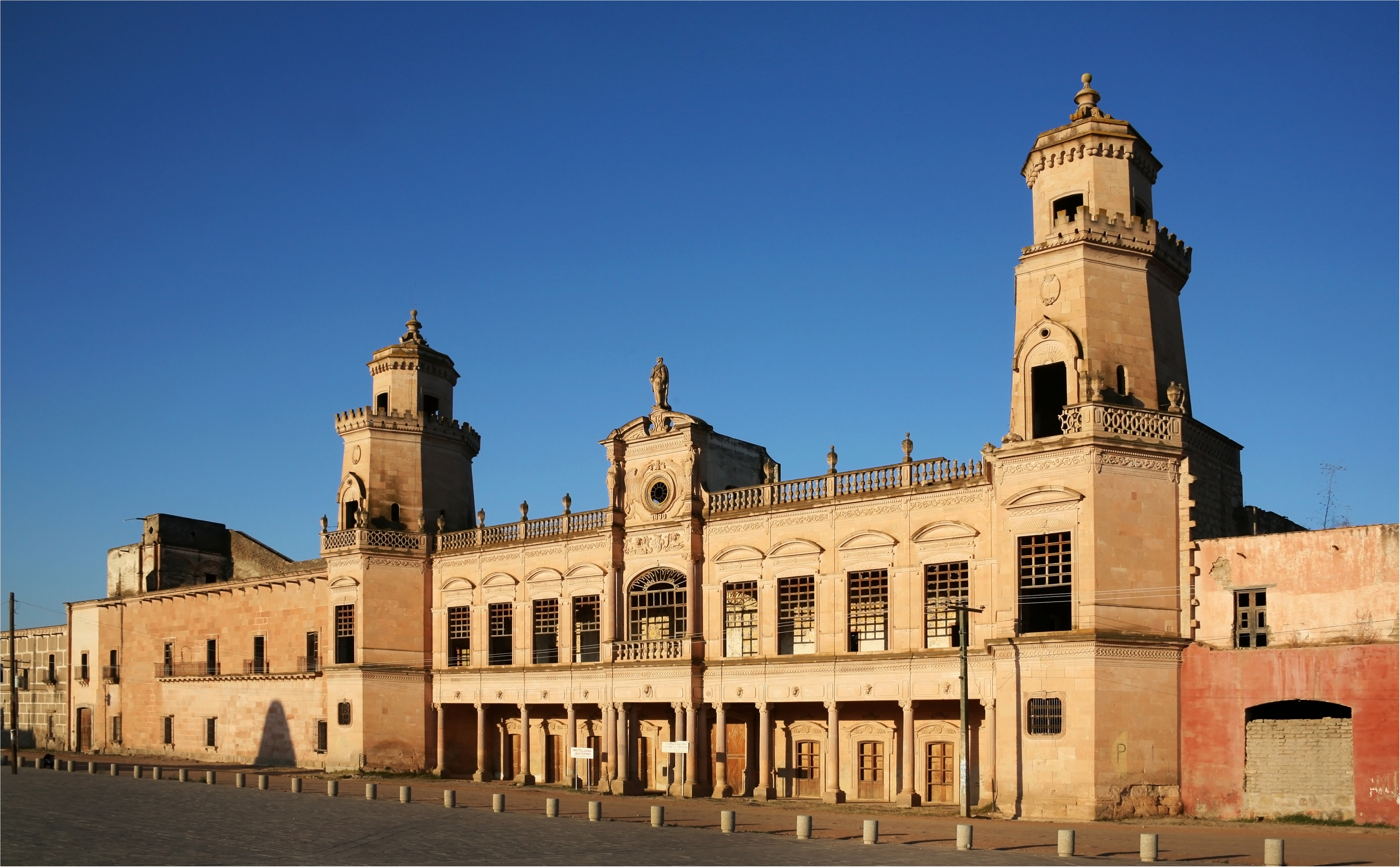
Jaral de Berrios, probabil cea mai importantă haciendă a perioadei coloniale. Deținătorul său, la un anumit moment, a fost unul dintre cei mai mari latifundiari din lume. Localizată în statul Guanajuato, Mexic.

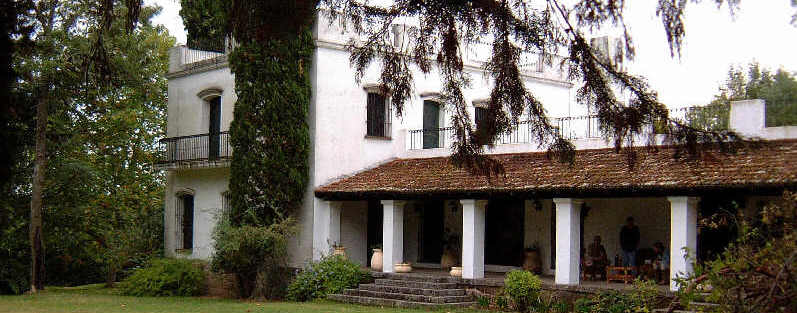
O haciendă din Uruguay.

O haciendă (pron. -si-en-, în spaniolă se folosește și termenul estancia) este o formă de organizare economică tipică pentru sistemul colonial spaniol, de obicei o fermă întinsă. Multe haciende erau plantații, mine sau chiar uzine. Câteva au combinat aceste funcții. Sistemul haciendelor s-a dezvoltat în principal în America Latină, dar a fost și imitat la Filipine.

## Istorie
Haciendele erau latifundii mari, care au produs multe lurcuri dar aproape nimic nu a fost destinat vânzării. Acestea erau orientate spre suplinirea necesităților interne, care să asigure autonomia. Luxurile erau destinate unui grup restrâns de persoane din cercul patronului. De obicei, haciendele au fost proprietăți ale unei familii, care angaja mulți muncitori pentru a lucra la ferme, grajduri, ș.a.m.d.
Haciendele au originat în acordări de terenuri, în mare parte conchistadorilor. Se presupune că sistemul de haciende s-a născut în 1529 în Mexic, când coroana spaniolă i-a acordat lui Hernán Cortés titlul de marchiz al Văii Oaxaca, acordându-i întreg teritoriul care ocupă acum statul Morelos și o encomienda care includea toți nativii americani care locuiau acel pământ, având drept de viață și de moarte asupra lor.